# Kîtaihorod, Țarîceanka
Kîtaihorod (în ucraineană Китайгород) este o comună în raionul Țarîceanka, regiunea Dnipropetrovsk, Ucraina, formată numai din satul de reședință.

## Demografie
Componența lingvistică a satului Kîtaihorod
     Ucraineană (96,56%)
     Rusă (3,07%)
     Alte limbi (0,04%)
Conform recensământului din 2001, majoritatea populației satului Kîtaihorod era vorbitoare de ucraineană (96,56%), existând în minoritate și vorbitori de rusă (3,07%).